# Collins Gichana
Collins Omae Gichana (* 9. April 1989 im Nandi County) ist ein kenianischer Sprinter, der sich auf den 400-Meter-Lauf spezialisiert hat.

## Sportliche Laufbahn
Erste internationale Erfahrungen sammelte Collins Omae Gichana bei den Commonwealth Games 2014 in Glasgow, bei denen er über 200 Meter in der ersten Runde ausschied und mit der kenianischen 4-mal-100-Meter-Staffel ebenfalls nicht das Finale erreichte. Anschließend gelangte er bei den Afrikameisterschaften in Marrakesch ins Halbfinale über 200 Meter. 2015 nahm er mit der 4-mal-200-Meter-Staffel an den World Relays auf den Bahamas teil, wurde dort aber im Vorlauf disqualifiziert.  Zwei Jahre später gewann er bei den World Relays das B-Finale mit der 4-mal-400-Meter-Staffel und belegte mit der 4-mal-200-Meter-Staffel den siebten Platz. Über 400 Meter qualifizierte er sich für die Weltmeisterschaften in London und schied dort mit 46,10 s in der ersten Runde aus. 2018 nahm er erneut an den  Commonwealth Games im australischen Gold Coast teil und erreichte dort das Halbfinale über 400 Meter. Zudem wurde er mit der kenianischen Stafette im Finale disqualifiziert, nachdem die Staffel zuerst als Drittplatzierte eingelaufen war. 2022 erreichte er bei den Afrikameisterschaften in Port Louis das Halbfinale über 400 Meter und schied dort mit 47,14 s aus. Zudem gewann er in der Mixed-Staffel in 3:22,75 min gemeinsam mit William Rayian, Veronica Mutua und Jarinter Mwasya die Bronzemedaille hinter den Teams aus Botswana und Nigeria.
2014 wurde Gichana kenianischer Meister im 200-Meter-Lauf sowie 2017 und 2022 über 400 Meter.

## Persönliche Bestzeiten
- 200 Meter: 21,13 s (+1,8 m/s), 4. März 2022 in Nairobi
- 400 Meter: 45,19 s, 10. Juni 2017 in Nairobi